# Giovanni da Norcia
Giovanni da Norcia (Norcia, 1400 – Foligno, 3 novembre 1459) è stato un francescano italiano appartenente ai Minori francescani.

## Biografia
Nacque a Norcia nell'anno 1400.
Nel 1423 andò a vestire l'abito francescano nel convento di San Bartolomeo, fuori dalle mura di Norcia.
Narra lo Jacobilli che volle sempre mantenere lo stato di laico e che, quando gli fu domandato per quale ragione, nonostante fosse dotto, non cercasse di divenire sacerdote, rispose che lo stato laico nella religione (si intende l'ordine francescano) era più sicuro a lui per conseguire la pace dello spirito e la salvezza dell'anima.
I suoi superiori lo mandarono nel convento di San Bartolomeo di Marano presso Foligno, ove morì il 3 novembre 1459.
Lo Jacobilli sostiene che "nella Cameretta ove rese l'anima al creatore, rimase per molti mesi una fragranza, e un odore di Paradiso". Giovanni da Norcia è sepolto nel convento di San Bartolomeo di Marano a Foligno

## Culto
Il martirolgio francescano lo menziona alla data del 3 novembre.